# ابی‌ورد
ابی‌ورد (انگلیسی: AbiWord) یک نرم‌افزار آزاد و متن باز واژه پرداز است. اسم «AbiWord» (تلفظ به صورت [æbi:]، مثل اسم، «Abby» + کلمه [word]) از ریشهٔ اصلی کلمهٔ اسپانیایی «æbierto» به معنی «باز» مشتق شده.
ابی‌ورد در اصل توسط شرکت SourceGear به عنوان اولین بخش برنامهٔ AbiSuite شروع شد اما بعد از تغییر تجارت SourceGear به توسعه‌های قراردادی، توسط توسعه دهندگان متن باز مورد حمایت قرار گرفت. ابی‌ورد الان روی لینوکس، مایکروسافت ویندوز، ReactOS، سولاریس، AmigaOS 4.0 (با استفاده از Cygnix X11)، میگو (روی تلفن هوشمند Nokia N9)، و دیگر سیستم‌های عامل اجرا می‌شود.
سیستم عامل مک اواس اکس از سال ۲۰۰۵ از نسخهٔ ۲٫۴ این نرم‌افزار استفاده می‌کند. همچنین نسخهٔ فعلی این نرم‌افزار به طور عادی روی Mac OS X با استفاده از X11.app قابل اجراست.
ابی‌ورد بخشی از پروژهٔ AbiSource است که شماری از ابزارهای مرتبط با ادارات را توسعه می‌دهد.

## ویژگی‌ها
ابی‌ورد هر دو ویژگی واژه پردازی نظیر لیست‌ها، دندانه دندانه کردن و فرم کاراکتری و ویژگی‌های پیچیده‌تر نظیر جدول‌ها را پشتیبانی می‌کند، استایل‌ها، سربرگ و زیربرگ صفحات، پانویس، قالب‌ها، چند نمایی، ستون صفحات، بررسی املایی، و بررسی گرامری. از شروع نسخهٔ ۲٫۸٫۰ ابی‌ورد یک افزونهٔ همکاری را نیز شامل می‌شود که اجازهٔ اتصال با AbiCollab.net، یک سرویس بر پایهٔ وب که به چند کاربر به طور همزمان اجازهٔ کار روی یک سند به صورت کاملاً هماهنگ را می‌دهد. دید ارائه‌ای (Presentation view) ابی ورد که اجازه می‌دهد ارائه‌های آماده شده توسط ابی‌ورد به راحتی روی صفحاتی به اندازهٔ صفحه نمایش نشان داده شوند، یک ویژگی دیگر است که در کمتر واژه پردازی دیده می‌شود.